# Briceni
Briceni (in kyrillischer Schrift Бричень, russisch Бричаны, ukrainisch Бричани) ist eine Kleinstadt im äußersten Norden der Republik Moldau an der ukrainischen Grenze. Sie ist Verwaltungssitz des Rajon Briceni und liegt am Bach Lopatinka, der hier künstlich aufgestaut wird.

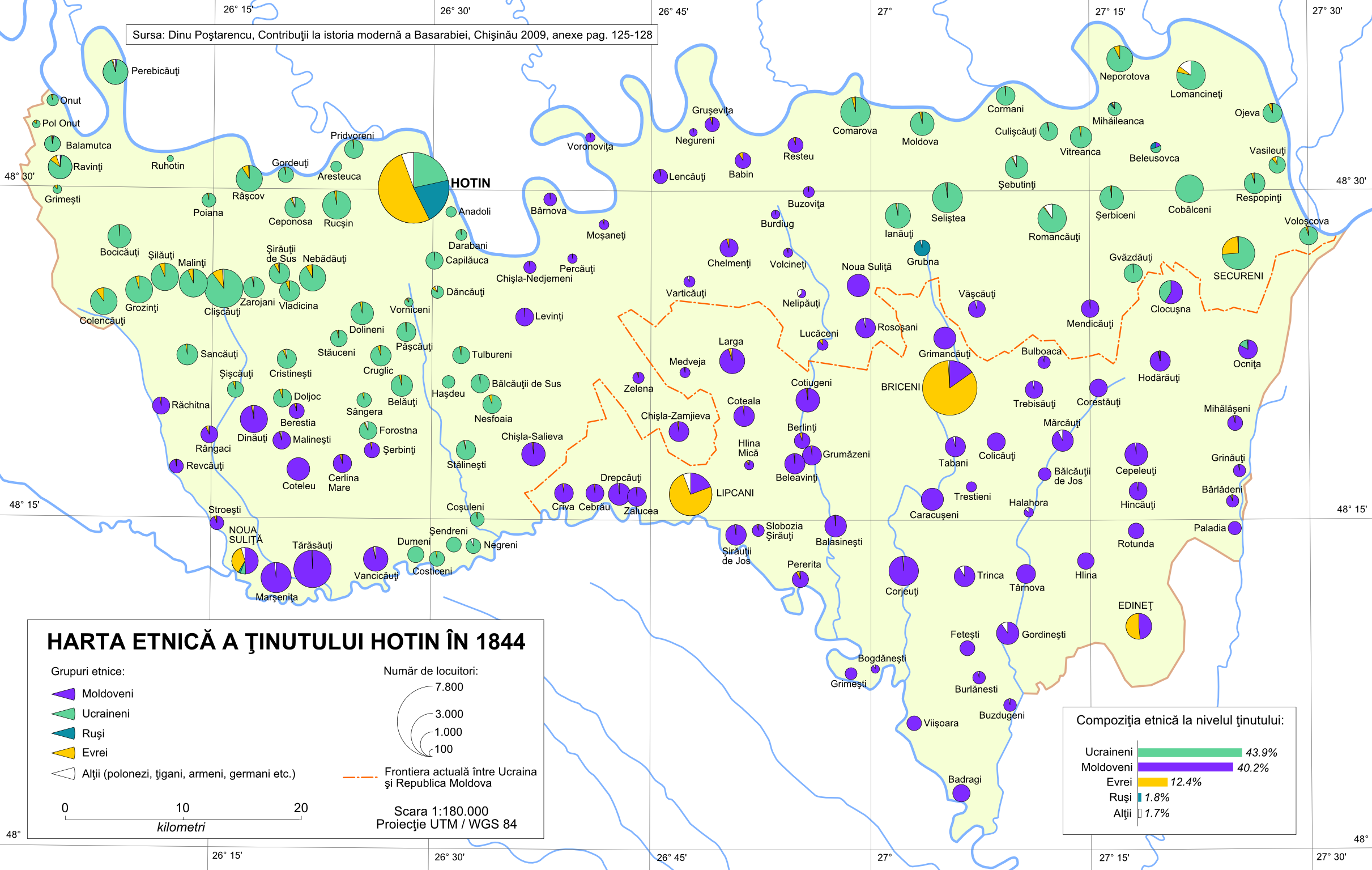
Bevölkerungsgruppen in Briceni und Umgebung im Jahr 1844. In etwa denselben ethnischen Charakter behielt die Region bis zum Beginn des Zweiten Weltkrieges.

## Geschichte
1930 waren von 5.625 Einwohnern der Stadt Briceni (Briceni Târg) 5.346 Juden (95,2 %), die beinahe ausnahmslos Jiddisch als Muttersprache angaben. Damit hatte die Stadt eine der größten jüdischen Gemeinden in Bessarabien und verfügte unter anderem über eine Synagoge, mehrere jüdische Schulen und ein jüdisches Krankenhaus.
Am 8. Juli 1941 wurde Briceni, das seit dem Vorjahr unter sowjetischer Verwaltung gestanden hatte, von deutschen und rumänischen Truppen besetzt. In der Folge wurden Ende Juli alle Juden – also beinahe die gesamte Bevölkerung – hinter den Dnister und damit aus Bessarabien hinaus vertrieben und zum größten Teil ermordet. Nach dem Krieg kehrten nur 1.000 Juden nach Briceni zurück.

## Bevölkerung
Beim letzten moldauischen Zensus 2004 hatte die Stadt 8.765 Einwohner. Davon bezeichneten sich 4.271 als Ukrainer (48,7 %), 3.411 als Moldauer (38,9 %), 737 als Russen (8,4 %), 185 als Zigeuner und 52 als Juden.

## Sehenswürdigkeiten

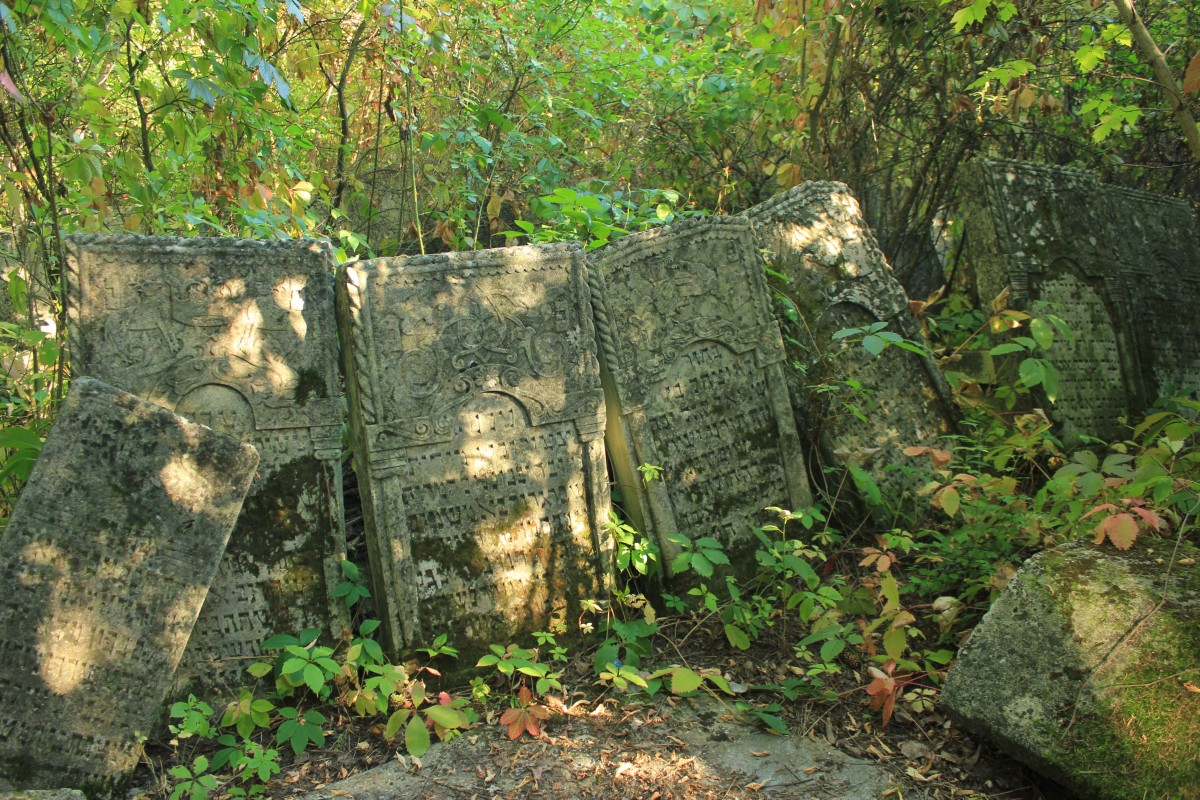
Grabsteine auf dem jüdischen Friedhof

Der jüdische Friedhof umfasst etwa 5.000 Grabsteine und ist heute zwar größtenteils von Vegetation überwuchert, jedoch insgesamt relativ gut erhalten. Er befindet sich am östlichen Stadtausgang auf der linken Seite der nach Ocnița führenden Straße R11.

## Verkehr
Drei Kilometer nordwestlich des Stadtzentrums befindet sich ein kleiner internationaler Grenzübergang zur Ukraine. Die Fernstraße M14 führt in südliche Richtung zur 240 Kilometer entfernten Hauptstadt Chișinău und nach Westen ebenfalls zu einem moldauisch-ukrainischen Grenzübergang und weiter nach Czernowitz.

## Partnerstädte
- Rădăuți, Rumänien